# Parco Shiokaze
Il parco Shiokaze (潮風公園?, Shiokaze Kōen) è un parco cittadino situato nel quartiere Shinagawa di Tokyo.

## Storia
Il parco fu realizzato sul sito di una ex-discarica e venne aperto il 1º giugno 1974 con il nome "parco n. 13" (13号地公園?, 13 gōchi kōen). Tra il 1992 e il 1996 il parco è stato notevolmente modificato, dandogli l'aspetto attuale. Dall'11 luglio al 31 agosto 2009 il parco ha ospitato una statua gigante alta 18 metri di Gundam nell'ambito del Green Tokyo Gundam Project, un'iniziativa volta a sensibilizzare sui temi della rigenerazione urbana e dell'ambientalismo.
Dopo uno slittamento di un anno a causa della pandemia di COVID-19, tra il 24 luglio e il 7 agosto 2021 il parco ha ospitato le competizioni di beach volley dei Giochi della XXXII Olimpiade. Per l'occasione era stata realizzata una struttura temporanea in grado di ospitare fino a 12 000 spettatori.

## Caratteristiche
Il parco occupa una superficie totale di circa 155 000 m², che lo rende il più grande dell'isola di Odaiba. La superstrada Bayshore Route divide il parco in due zone; la zona nord e quella sud erano in precedenza collegate direttamente da un ponte, rimosso dopo il terremoto del Tōhoku del 2011. Il parco comprende circa 13 000 alberi, tra cui Erythrina crista-galli, Olea europaea, Pinus thunbergii, Lagerstroemia e Washingtonia, e oltre 27 000 arbusti.
L'elemento caratterizzante della zona sud è la passeggiata Mizu to Midori (letteralmente "acqua e vegetazione") che collega l'ingresso centrale sud con la Funsui Hiroba (letteralmente "piazza della fontana"). La passeggiata è affiancata da palme Washingtonia e alberi di ciliegio. Nella zona nord la passeggiata Machi to Umi (letteralmente "città e mare") collega l'ingresso centrale nord con la piazza che ospita la Yuhi no To, una scultura a forma di torre che funge da meridiana. Nella zona nord è situato anche il Taiyo no Hiroba, un vasto prato circolare.